# Cegielnia (województwo pomorskie)
Cegielnia – osada w Polsce, w województwie pomorskim, w powiecie starogardzkim, w gminie Kaliska. 
Do 2023 miejscowość była przysiółkiem wsi Studzienice.
Przysiółek Cegielnia jest częścią składową sołectwa Studzienice.
Nazwę swoją zawdzięcza od istniejącej tu dawniej cegielni. Na terenie przysiółka znajduje się jeden dom mieszkalny, który był poprzednio związany z prowadzeniem prac konserwacyjnych na dużym kompleksie łąk byłych Zakładów Płyt Pilśniowych w Czarnej Wodzie.
W latach 1975–1998 miejscowość administracyjnie należała do województwa gdańskiego.